# 太陽村 (加利福尼亞州)
太陽村（英語：Sun Village）是位於美國加利福尼亞州洛杉磯縣的一個人口普查指定地區。

## 地理
太陽村的座標為34°33′34″N 118°57′24″W / 34.55944°N 118.95667°W，而該地最高點為海拔高度830米（即2723英尺）。

## 人口
根據2010年美國人口普查的數據，太陽村的面積為16.677平方千米，當中陸地面積為16.675平方千米，而水域面積為0.002平方千米。當地共有人口11565人，而人口密度為每平方千米693人。